# Nenilinium
Nenilinium Eskov, 1988 è un genere di ragni appartenente alla famiglia Linyphiidae.

## Distribuzione
Le due specie oggi attribuite a questo genere sono state rinvenute in Russia e in Mongolia: la specie dall'areale più vasto è la N. luteolum reperita in entrambe le nazioni.

## Tassonomia
A dicembre 2011, si compone di due specie:
- Nenilinium asiaticum Eskov, 1988[3] — Russia
- Nenilinium luteolum (Loksa, 1965) — Russia, Mongolia